# Namerikawa
Namerikawa (Japans: 滑川市, Namerikawa-shi) is een stad aan de Japanse Zee in de prefectuur Toyama op het eiland Honshu in Japan. De stad heeft een oppervlakte van 54,61 km² en eind 2008 bijna 34.000 inwoners. De
Hayatsuki is de grensrivier met de stad Uozu en de Kamiichi is de grensrivier met de gemeente Kamiichi.

## Geschiedenis
Namerikawa werd een stad (shi) op 1 maart 1954. Enkele maanden daarvoor (1 november 1953) waren er nog 6 dorpen aan de gemeente toegevoegd.
In 1956 werd nog een deel van de gemeente Kamiichi (van district Nakaniikawa) bij Namerikawa gevoegd.

## Bezienswaardigheden
- Vuurvlieginktvismuseum

## Verkeer
Namerikawa ligt aan de Hokuriku-hoofdlijn van de West Japan Railway Company en aan de Toyama Chihō-hoofdlijn van de Toyama Chihō Spoorwegen.
Namerikawa ligt aan de Hokuriku-autosnelweg en aan nationale autoweg 8.

## Stedenband
Namerikawa heeft een stedenband met
- Schaumburg (Illinois), Verenigde Staten, sinds 4 juli 1997

## Aangrenzende steden
- Kurobe
- Toyama

## Geboren in Namerikawa
- Shigeru Muroi (室井滋, Muroi Shigeru), actrice